# Тестана (Ђенова)
Тестана је насеље у Италији у округу Ђенова, региону Лигурија.
Према процени из 2011. у насељу је живело 746 становника. Насеље се налази на надморској висини од 299 м.